# Froot (canción)
«Froot» (estilizado como "FROOT") es una canción de la cantante y compositora galesa Marina Diamandis, conocida profesionalmente como Marina and the Diamonds. La canción fue lanzada el 10 de octubre de 2014, día de cumpleaños de Marina, como el primer sencillo de su próximo álbum de estudio, Froot. Diamandis estrenó el sencillo a través de YouTube.

## Antecedentes y composición
Después de pasar un mes de la ciudad de Nueva York, Diamandis anunció que había comenzado a escribir nuevo material para su tercer álbum, en febrero de 2013. En marzo de 2014, se publicó la letra "I've been saving all my summers for you."  Ella subió un fragmento de su canción, entonces inédita "Froot", a través de su cuenta de Instagram en septiembre de 2014, y lanzando la letra el mes siguiente, el 10 de octubre, coincidiendo con el cumpleaños número 29 de Diamandis, la canción se estrenó como el primer sencillo del nuevo álbum titulado Froot.

## Video musical
Diamandis lanzó el audio y vídeo para "Froot" a través de su canal de YouTube el 10 de octubre de 2014. Las funciones de vídeo, son representaciones de cuerpos frutales y celestes que giran lentamente a través de un fondo galáctico con el título de la canción que aparece de vez en cuando en multicolor. El video fue animado por el artista Bill Richards. El 4 de noviembre de 2014, Diamandis dio a entender a través de Twitter que iba a revelar el video musical el 11 de noviembre de 2014. Ella también tuiteó una imagen promocional detrás de escenas.
El video musical de "Froot" fue lanzado a través de su canal de YouTube el 11 de noviembre de 2014, con imágenes de Marina de pie cerca de la puerta en un 30, 40 temas de estilo Art Nouveau y el estilo art déco. Sus clásicas formas de vestir y sus imágenes como una mujer adinerada con joyas caras de pie al lado de su marido, socio en una casa chalet. Marina se muestra en 4 a 5 escenas con un vestido de noche elegante dorado y plata. Su expresión acerca de la fruta con su vestido de plata en el pasillo cerca de la escalera termina con la canción.